# Guillermo Beltrán
Guillermo Alexis Beltrán Paredes, mais conhecido como Guillermo Beltrán (San Juan Bautista, 25 de junho de 1984), é um futebolista paraguaio que atua como centroavante. Atualmente joga pelo Deportivo Santaní.

## Carreira
Guillermo Beltrán deu seus primeiros passos como jogador aos 15 anos no Sportivo Obrero em sua cidade natal. Mais tarde, ele emigrou para a capital do país, onde, no começo, achou difícil se instalar. Ele tentou sem sucesso nos testes feitos no Sun of America e Tacuary. Apesar das adversidades, ele não desistiu e tentou sua sorte no Independiente de Campo Grande, naquela época na terceira divisão, conseguindo o acesso com o clube. De lá, ele foi ao Nacional em 2006, embora ele quase não tivesse oportunidade de jogar. Por este motivo 2008 foi emprestado ao 12 de Octubre de Itauguá para retornar no ano seguinte ao Nacional. O 2009 foi seu melhor ano desde que ele começou sua carreira para obter mais continuidade na equipe inicial para coroar a temporada com o título de campeão do Torneio Clasura de 2009. No início de 2010, ele foi o protagonista da primeira partida do Torneio Apertura por ter sido o autor de quatro gols em um único jogo, contra Sol de América.
Em meados de 2011, ele é confirmado como novo jogador da Once Caldas na Colômbia. Ele não teve uma boa participação no clube marcando poucos gols no torneio onde sua equipe foi vice-campeão.
Em fevereiro de 2012, encerrou o contrato de Guillermo Beltrán com Once Caldas, então foi contratado pelo Cerro Porteño do Paraguai, onde em seu primeiro semestre de clube, se tornaria campeão do Torneio Apertura 2012, mas sem ter muitas oportunidades, até o ponto em que estava prestes a ser vendido ao Argentinos Juniors, mas foi reprovado nos exames médicos, então a transferência não foi concluída e o jogador permaneceu no clube azulgrana.
No início de 2013, o então treinador do Cerro Porteño, Jorge Fossati, seria demitido de seu cargo, então os diretores do clube optaram por Francisco Arce para substituí-lo e, desde sua chegada, Guillermo Beltrán jogou a maioria dos jogos como titular. No segundo semestre do ano, Guillermo Beltrán conseguiu vencer o Clausura invicto com Cerro Porteño, sendo o artilheiro da sua equipe.
Em 2014, Guillermo, segundo ele, fez seu melhor jogo em sua carreira profissional, contra o Deportivo Capiatá, em que marcou cinco dos sete golos da equipe, o jogo terminou com o resultado de 7-0.

### Avaí
No dia 15 de janeiro de 2018, Guillermo Beltrán foi anunciado pelo site oficial do Avaí.

## Seleção nacional
Guillermo Beltrán fez parte da Seleção Paraguaia. Ele foi comvocado pela primeira vez para uma partida amistosa, jogada em 4 de novembro de 2009, contra o Chile. Beltrán fez sua estreia com a Albirroja entrando no 2° tempo.

## Títulos
Nacional
- Clausura: 2009

Cerro Porteño
- Apertura: 2012, 2015
- Clausura: 2013